# 프롬 디 이스트
프롬 디 이스트는 2016년 EP 《Where Is My Shoes?》로 데뷔한 대한민국의 음악 그룹이다.

## 음반
- Where Is My Shoes? (2016)
- City Light (2017)
- Why (2018)